# Ordine degli Avvocati di San Pietro
L'Ordine degli Avvocato di San Pietro era un premio onorifico della Santa Sede. 

## Storia
La storia di quest'onorificenza va di pari passo con la storia dell'associazione degli Avvocati di San Pietro, un gruppo di giuristi che venne costituito nel 1878 su approvazione di Leone XIII; esso aveva il compito di difendere la Chiesa nei confronti del neonato Regno d'Italia, reclutando esperti giuristi non solo in Italia ma anche nel resto del mondo. I membri di questa commissione, che giunse ad includere un centinaio di persone, vennero tutti insigniti dell'onorificenza dell'Ordine degli Avvocati di San Pietro che, più che un ordine cavalleresco, era di fatti un'insegna di partecipazione.
Nel 1909 la società venne chiusa da Pio X col motu proprio Id praeclaro il quale ritenne (anche a seguito di alcune indagini interne che rivelarono degli abusi e una vendita illegale delle onorificenze in Francia) che tale organizzazione avesse ormai assolto a sufficienza il proprio compito e di conseguenza risultasse obsoleta. Con la società, venne anche sciolto l'ordine di merito.

## Insegne
La croce dell'Ordine consisteva in una croce maltese zigrinata, raggiante e pomellata in oro, smaltata di bianco e bordata d'oro, avente al centro un medaglione d'oro al centro del quale erra impressa l'immagine di san Pietro visto frontalmente, circondato da una fascia smaltata di blu con le lettere in oro "AVVOCATI DI SAN PIETRO". Sul retro, il medaglione centrale presentava due chiavi decussate sormontate dal triregno (simbolo pontificio) ed affiancate dalle parole FIDEI ET VIRTUTI; il medaglione anche sul retro era circondato da una fascia smaltata di blu con le lettere in oro "TU ES CHRISTUS FILIUS DEI VIVI" Il sostegno al nastro era composto da un triregno con chiavi decussate in oro. Era portata nella parte sinistra del petto.
Il nastro delle decorazioni era viola con una striscia oro per parte.